# Данська Ост-Індійська компанія

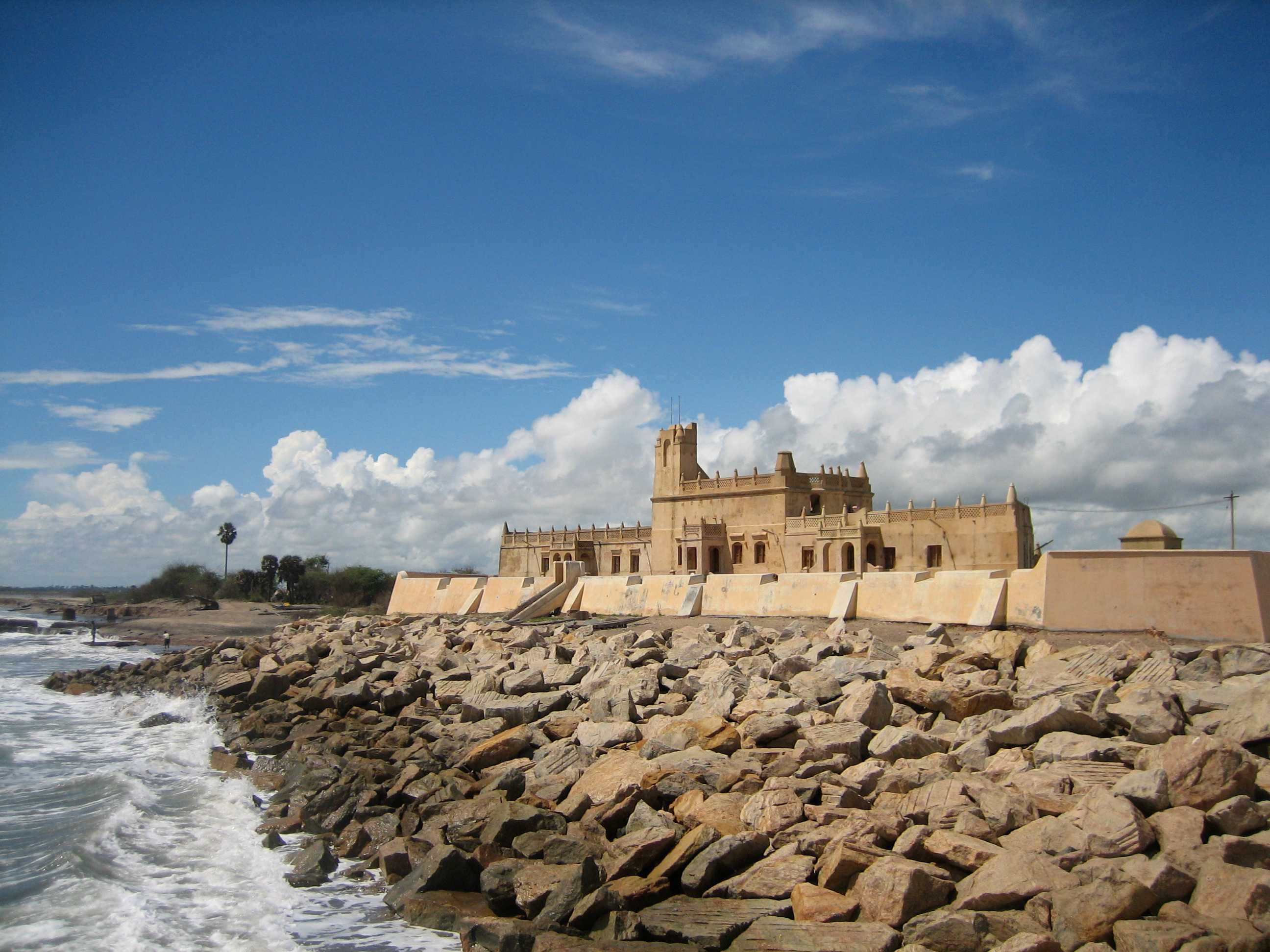
Форт Дансборг в Транкебарі

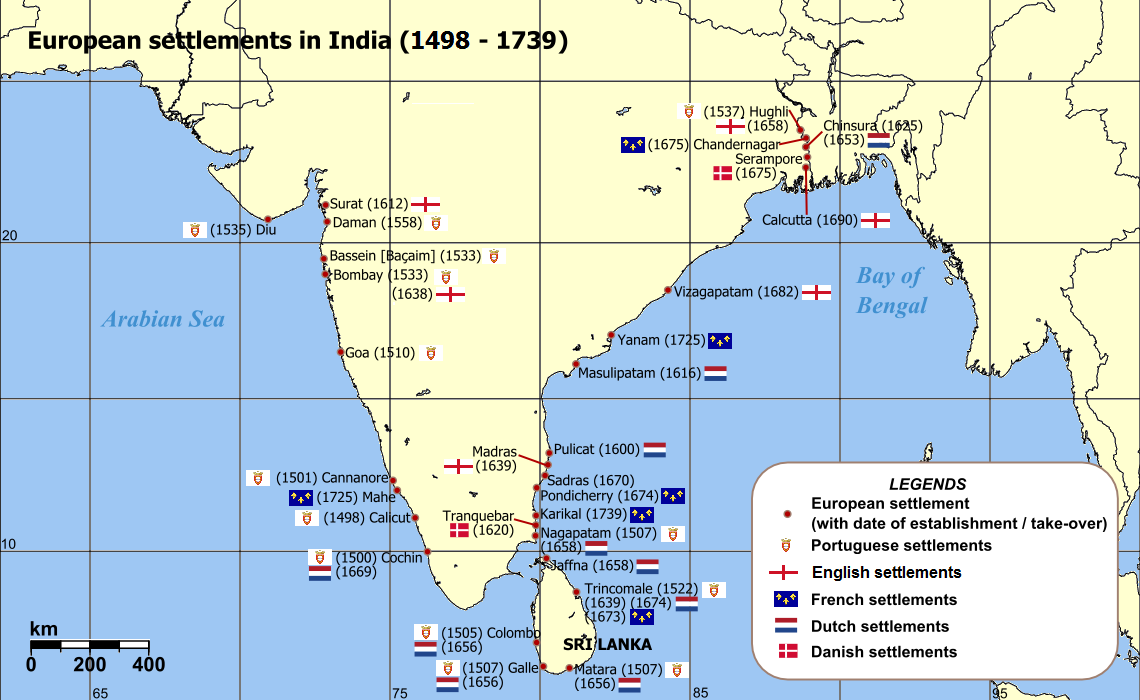
Колонії європейських держав в Індії

Данська Ост-Індійська компанія (дан. Ostindisk Kompagni) — данська торговельна компанія, що існувала у 1616—1729 рр. і вела торгівлю з Азією.

## Історія
Була утворена у 1616 р. за зразком Голландської Ост-Індійської компанії. Найбільшим акціонером товариства був король Християн IV. Під час утворення компанія отримала монопольне право на морську торгівлю з Азією. Статутний капітал становив 180 тис. ріксталерів (9,4 % вніс король, 12,5 % — брати Жан і Давид де Віллеми, решту — представники данської і норвезької знаті та буржуазії). 30 березня 1618 року було підписано торгівельну угоду з Сенаратом, магараджею Канді.
20 листопада 1620 р. данська корона отримала від Рагхунатха, наяка Тханджавура, опорний пункт в Індії — рибальське поселення Транкебар, який пізніше став центром торговельної активності компанії. Серед інших операцій компанія здійснювала імпорт чаю, 90 % якого вивозилося контрабандою до Англії. Протягом 1624—1636 року торгівельні факторії було створено в Масуліпатамі, Сураті, Баласорі, чим встановлено торгівельні відносини з Імперією Великих Моголів. Водночас було отримано право на факторію на Яві від султана Агунга. До 1630 року близько 50 % акціонерного капіталу вже належала данському королю.
У зв'язку з поганими економічними показниками компанія в 1650 р. була ліквідована, однак 28 листопада 1670 р. відновлена знову. Встановлений нейтралітет данських суден дозволив політично і торгівельно маневрувати між інтересами Голландської і Британської Ост-Індських компаній. До 1700 року відбувається збільшення торгівельних операцій та відповідно і прибутків.
Значного удару компанії завдала Велика Північна війна, становище загострилося у 1709 році. Вже 1720 року компанія практично була банкротом. До 1729 р. данська Ост-Індійська компанія прийшла в занепад і була ліквідована остаточно. Усі його володіння перейшли у власність корони. Незабаром чимало колишніх її акціонерів стали учасниками утвореної в 1732 р. Азійської компанії (дан. Asiatisk Kompagni).